# Alphabet Workers Union
Alphabet Workers Union (AWU), nota anche come Google Union, è un sindacato dei lavoratori formatosi all'interno di Alphabet Inc., società madre di Google. Il sindacato conta oltre 700 membri.
È stato annunciato il 4 gennaio 2021 con una adesione iniziale di oltre 400 membri, a seguito di un anno di organizzazione segreta. Include tutti i tipi di lavoratori di Alphabet: dipendenti a tempo pieno, lavoratori temporanei, lavoratori a contratto e consulenti. È stato definito un sindacato di minoranza e un sindacato di solidarietà. Per la legge americana non è formalmente un sindacato poiché non è registrato presso il National Labour Relations Board. Fa parte della: "Campaign to Organize Digital Employees", un'iniziativa per organizzare i sindacati nelle aziende tecnologiche ed affiliato a Communications Workers of America, uno dei sindacati principali del settore in USA.
L'AWU cita Solidarity Unionism: Rebuilding the Labour Movement from Below (pubblicato da PM Press) dello storico ed attivista Staughton Lynd per il concetto di sindacalismo solidale.

## Ideologia e obiettivi
Lo scopo principale per il quale è nato il sindacato è quello di battersi per migliorare i salari dei lavoratori e lottare contro abusi, ritorsioni e discriminazioni, oltre che per le richieste dei lavoratori più svantaggiati all'interno della società Google, come i lavoratori a contratto. AWU combatte per fermare le molestie sessuali sul posto di lavoro ed opera per contrastare Google nelle sue politiche estremamente permissive nei confronti della propaganda di estrema destra sulle sue piattaforme di social media, come YouTube. Il sindacato si oppone alla stipula di contratti tra Google e le forze armate statunitensi ed alla collaborazione dell'azienda con le forze di polizia, citando la necessità di fermare la guerra e le violenze della polizia nei confronti delle persone di colore.
L'AWU dichiara di dare priorità ai bisogni dei lavoratori più svantaggiati, di sostenere le cause sociali, la libertà di rifiutare il lavoro che i dipendenti considerano non etico, l'elezione democratica dei leader sindacali e il processo decisionale democratico del sindacato, di proteggere l'ambiente e di prendere posizione contro la discriminazione in base a età, casta, classe, paese di origine, disabilità, sesso, razza, religione o orientamento sessuale. Supporta la storia di lotta dei lavoratori interni a Google a favore della privacy degli utenti, contro i gap salariali di genere e di razza, per un trattamento equo dei lavoratori a contratto, per cessare il coinvolgimento dei prodotti Alphabet con la discriminazione di persone LGBTQ + e per i diritti degli immigrati.
Il sindacato ha sostenuto che Alphabet potrebbe fare cose sbagliate per il bene del profitto e che avere un sindacato consente ai lavoratori di rendere il mondo un posto migliore, facendo pressioni sull'azienda, affinché abbandoni le sue cattive pratiche e assicuri che il lavoro tecnologico venga utilizzato per scopi etici. L'azienda, in passato, si è vendicata sui lavoratori per averla criticata e il sindacato afferma che consentirebbe ai lavoratori di avere voce in capitolo su come vengono gestite le cose e agire come un meccanismo per i lavoratori per parlare in sicurezza, essendo protetti dalla leva ottenuta tramite un'organizzazione collettiva.